# ویم سوربیر
ویم سوربیر (انگلیسی: Wim Suurbier; ۱۶ ژانویهٔ ۱۹۴۵ – ۱۲ ژوئیهٔ ۲۰۲۰) بازیکن فوتبال اهل پادشاهی هلند بود.
از باشگاه‌هایی که در آن بازی کرده‌است می‌توان به باشگاه فوتبال آژاکس آمستردام، باشگاه فوتبال شالکه ۰۴، باشگاه فوتبال متس، باشگاه فوتبال سن‌خوزه ارث‌کوئیکز، باشگاه فوتبال موناکو، و باشگاه فوتبال اسپارتا روتردام اشاره کرد.
وی همچنین در تیم ملی فوتبال هلند بازی کرده‌است.